# Banteran (Sumbang)
Banteran is een bestuurslaag in het regentschap Banyumas van de provincie Midden-Java, Indonesië. Banteran telt 7212 inwoners (volkstelling 2010).